# 川平朝清
川平 朝清（かびら ちょうせい、1927年8月30日 - ）は、元アナウンサー、放送局経営者。愛称は「カビラ・キヨシ」。バプテスト派のクリスチャン（日本バプテスト連盟）。長男はラジオパーソナリティのジョン・カビラ（川平慈温）、三男はスポーツキャスター・ナレーターの川平慈英。

## 経歴
日本統治下の台湾台中市で生まれる。小学生時より児童放送劇団に入り台湾放送協会で放送劇に出演。医学を志し、台北高等学校理科乙類Iに進学。在学時には後に『裏切られた台湾』を著すジョージ・H・カーにも師事しており、戦後も長らく親交を持っていた。在学中に陸軍二等兵として徴兵されている。
終戦後復員し台北高等学校を卒業。1946年12月、沖縄に引き揚げる。自身として初めて踏んだ沖縄の地は爆撃や苛烈な戦闘で荒廃しており、これを見て母がつぶやいた「国破れて山河ありというけれど、山河も残らなかったわね」が今も印象に残っているという。
米兵の相手をする沖縄女性の性病検査の仕事、沖縄民政府芸術課長を歴任。博物館でのアメリカ軍の将兵の通訳も務める。その後長兄の朝申が「沖縄には娯楽と情報と教育の面でラジオが必要」と米軍を説得した上で琉球放送（RBC）の前身である琉球の声放送を1949年に設立、朝申に頼まれる形で朝清は同局の初代アナウンサーに就任した。
1952年、NHKアナウンサー25期の養成研修を受講。講師に和田信賢、同期に鈴木健二等がいた。帰局後、放送課長・チーフアナウンサーに昇格。1953年10月から1957年10月には渡米しミシガン州立大学大学院に留学、放送局の経営を学ぶ。修士論文は沖縄を交えた内容。この時後の妻になるワンダリーと出会い、3年の交際を経て沖縄で結婚した。
帰国後RBCに戻り、KSBK（英語放送）局長を1年務め、その後は編成課長、解説委員長、常務取締役を歴任。テレビ局の立ち上げや経営に携わり、座安盛徳社長の通訳も務めた。1967年9月23日にはNHK沖縄放送局の前身となる沖縄放送協会を設立し初代会長に就任する。1972年の沖縄本土復帰にともない、5月15日にNHKに統合される形で沖縄放送協会は解散、一家揃って東京に転居しNHKへ移り、会長室主幹（国際協力）、経営企画室国際協力担当経営主幹を歴任した。
1992年に同局を退職。その後昭和女子大学で英文科教授、副学長、副理事長、監事を経て、2011年に名誉理事、名誉教授。沖縄関連で明仁天皇に度々進講している。
近年は神奈川県横浜市青葉区市ケ尾町に住み、現在は東京都港区在住。
2019年6月23日（沖縄慰霊の日）にJ-WAVEで放送された、長男のジョンが朝清にインタビューした番組『J-WAVE SELECTION GENERATION TO GENERATION〜STORIES OF OKINAWA〜』が2020年に第57回ギャラクシー賞ラジオ部門大賞、2020年日本民間放送連盟賞ラジオ部門グランプリ・ラジオ教養番組部門最優秀賞を受賞。2022年6月1日にはこれまでの放送界への貢献から第59回ギャラクシー賞志賀信夫賞が贈られている。同年にはジョンがナレーションを務めているNHK連続テレビ小説『ちむどんどん』9月15日放送回で、ジョンとその娘の羽夏とともに親子3代でカメオ出演した。
2023年、第75回NHK放送文化賞受賞。

## 家族
通訳や音楽の分野で琉球王朝に仕えた川平家の末裔。父は引揚3か月前に台湾でなくなる。兄の川平朝申と共に伊江御殿支流向氏伊江殿内の家系である（伊江殿内の家祖は御殿四世：向嘉続・伊江按司朝敷の四男、向和声・伊江朝叙。1835年に川平姓に改め川平殿内となる）。
長兄の朝申は朝清が高校卒業まで、台湾放送協会台北放送局ラジオ新聞初代編集長。小説・戯曲・詩の執筆、「銀の光こども楽園」で放送劇・児童劇を執筆・演出。
二兄の朝甫は教師、RBC放送課長、同編成部長を歴任。放送劇（執筆・出演）や音楽執筆に携わった。
三兄の朝宜は麻布獣医学校卒業後、畜産や舞踊で過ごした。
妻はアメリカ人の川平ワンダリー（Wandalee、旧姓：Weaver、1929年3月10日 - 2018年1月11日）で、他に次男の川平謙慈（実業家）がいる。

## 著書
- 沖縄問題とキリスト者の責任 新崎盛暉、高橋三郎共著 聖燈社 1970
- 沖縄キリスト教小史『27度線の南から』日本基督教団沖縄教区編 日本基督教団出版局 1971
- 裏切られた台湾 ジョージ・H・カー著、川平朝清監修、蕭成美訳 同時代社 2006
- 犬はだれだ、ぼくはごみだ わが家の子育て記録 岩崎書店 2007